# Єфремов Сергій Федорович
Сергій Федорович Єфремов (20 вересня 1893 с. Зеленьків, нині Тальнівський район, Черкаська область — 18 грудня 1966, м. Асторія, США) — український військовий діяч, головнокомандувач національної оборони Карпатської України, підполковник Армії УНР (генерал-хорунжий в еміграції).Борець за незалежність України у ХХ сторіччі.

## Біографія
Сергій Федорович Єфремов народився в селі Зеленьків (нині Тальнівський район, Черкаська область, Україна; тоді Уманський повіт, Київська губернія) в родині кандидата природничих наук Київського університету святого Володимира Федора Єфремова, рідного брата діяча УНР Сергія Єфремова. Закінчив Київське Констянтинівське піхотне юнкерське училище. Активний член «Просвіти».

### В Російській армії
Як офіцер Російської армії був учасником Першої світової війни у складі 87-го Нейшлотського пішого полку. Згодом переведений до 271-го запасного пішого полку (до 1917), отримав кілька поранень, був нагороджений царськими орденами та медалями.
Події Лютневої революції його застали в Катеринославі, де лікувався від поранень.

### В Армії УНР
За доби УЦР Сергій Єфремов був головою Української військової ради Катеринославщини, виступав на Першому та Другому військових з'їздах у Києві. Восени 1917 року у Катеринославі очолив загін гайдамаків та вільних козаків — 3-й Катеринославський гайдамацький курінь військ Центральної Ради.
У листопаді-грудні 1917 Сергій та Федір Єфремови з іншими просвітянцями ініціювали з"їзд учителів Катеринославщини, на якому пропонують перейменувати місто у Січеслав, пропозицію освітяни прийняли одноголосно.
28 грудня 1917 його підрозділ змушений протистояти прорадянсько налаштованим робітникам Брянського заводу Січеслава, прибула підмога з Росії принуджує гайдамак відійти з міста.
Навесні 1918 отримав посаду помічника начальника 1-о відділу управління персонального складу Генерального штабу УНР, перебував там і за Української Держави. Від 1918 року в Армії УНР, воював проти більшовиків та білих. За Директорії служив старшиною при Військовому міністерстві УНР. 1920 — підполковник Армії УНР. В серпні — вересні 1920 був на посаді булавного старшини для доручень при командувачеві армії. Наприкінці українсько-радянської війни 1920 року командував 15-м та 24-м куренями Залізної дивізії УНР. Після поразки національно-визвольних змагань потрапив до щойно створеної Чехословацької республіки.

### Командир Карпатської Січі
З отриманням автономії в складі другої Чехословацької республіки очолив пост директора фінансів в уряді автономії. 15 березня 1939 полковник Сергій Єфремов призначений командувачем національної оборони Карпатської України, вже під час навали угорських військ. Здійснював оперативне командування загонами добровольців та «Карпатської Січі», ускладнене відсутністю зв'язку та колосальною перевагою ворога. 16 березня передав командування полковнику Колодзинському-Гузару та виїхав через Великий Бичків в Румунське королівство.

### В еміграції
Через Королівство Югославія прибув у вже незалежну Словацьку республіку, зголосився до армії та служив в ранзі майора господарської служби. Після війни опинився в американський зоні окупації, звідки виїхав до США. На чужині полковника С.Єфремова підвищено до звання генерал-хорунжого Армії УНР.
Помер 18 грудня 1966 року в м. Асторія штату Нью-Йорк, похований на українському цвинтарі Св. Андрія в Саут-Баунд-Бруку.